# Sospel
Sospel är en kommun i departementet Alpes-Maritimes i regionen Provence-Alpes-Côte d'Azur i sydöstra Frankrike. Kommunen ligger  i kantonen Sospel som ligger i arrondissementet Nice. År 2022 hade Sospel 3 807 invånare.

## Befolkningsutveckling
Antalet invånare i kommunen Sospel
Referens: INSEE